# 加木屋町
加木屋町（かぎやまち）は、愛知県東海市の地名。

## 地理
東海市南端部に位置する。

### 学区
・東海市立加木屋小学校
・東海市立加木屋南小学校
・東海市立三ツ池小学校
・東海市立加木屋中学校
・東海市立横須賀中学校

### 河川
- 愛知用水
- 大田川
- 加木屋大池(大田川の水源である。)

## 歴史

### 町名の由来
由来には複数の説がある。『知多郡史』によれば鎌倉時代に熱田神宮の社家田島氏の葬地である神屋（かぎや）があったことに由来するという説、『尾張国地名考』によれば「岐谷」（かけや）の転声によるか「垣谷」（かきや）の意であるという。

### 人口の変遷
国勢調査による人口および世帯数の推移。
| 1995年（平成7年）  | 6812世帯 20876人 |  |
| 2000年（平成12年） | 7366世帯 20950人 |  |
| 2005年（平成17年） | 8503世帯 22348人 |  |
| 2010年（平成22年） | 8144世帯 22296人 |  |
| 2015年（平成27年） | 9205世帯 24185人 |  |
| 2020年（令和2年）  | 9625世帯 24744人 |  |

### 沿革
- 江戸時代 - 尾張国知多郡の尾張藩領横須賀代官所支配の加木屋村として所在[3]。
- 1889年（明治22年） - 市制町村制による加木屋村となる[3]。
- 1906年（明治39年） - 横須賀町大字加木屋となる[3]。
- 1969年（昭和44年） - 東海市加木屋町となる[3]。

## 交通
- 名鉄河和線：加木屋中ノ池駅 - 南加木屋駅 - 八幡新田駅
- 愛知県道55号
- 愛知県道57号
- 愛知県道24号
- 国道155号

- 名鉄河和線南加木屋駅
- 名鉄河和線八幡新田駅

## 施設
- 加木屋南公園
- 加南ふれあいの森
- カナン福音教会
- 加木屋運動公園
- 加木屋球場
- 東海市立加木屋中学校
- 太洋自動車学校
- 愛知県立東海南高等学校
- 社山東公園
- 加木屋緑地
- 東海市立加木屋小学校
- 普済寺
- 知多乗合東海営業所
- 熊野神社
- 東海キリスト教会
- ヤマナカ大府東海物流センター
- JAあいち知多加木屋支店
- 東海市立三ツ池小学校
- 三ツ池公園
- 明佳幼稚園
- 東海市立大堀保育園
- 東海市立加木屋南小学校
- 加木屋南市民館
- 久野家住宅（愛山居） - 登録有形文化財。

- 愛知県立東海南高等学校
- 坂角総本舗加木屋工場
- 久野家住宅（愛山居）

### WEB
1. ↑  “愛知県東海市の町丁・字一覧”.   人口統計ラボ. 2024年2月12日閲覧。
2. 1 2  総務省統計局 (2022年2月10日). “令和2年国勢調査の調査結果(e-Stat) - 男女別人口，外国人人口及び世帯数－町丁・字等” (CSV). 2023年8月2日閲覧。
3. ↑  “愛知県東海市の郵便番号一覧”.   日本郵便. 2024年2月11日閲覧。
4. ↑  “ナンバープレートについて”.   一般社団法人愛知県自動車会議所. 2024年1月21日閲覧。
5. ↑  総務省統計局 (2014年3月28日). “平成7年国勢調査の調査結果(e-Stat) - 男女別人口及び世帯数 －町丁・字等” (CSV). 2021年7月20日閲覧。
6. ↑  総務省統計局 (2014年5月30日). “平成12年国勢調査の調査結果(e-Stat) - 男女別人口及び世帯数 －町丁・字等” (CSV). 2021年7月20日閲覧。
7. ↑  総務省統計局 (2014年6月27日). “平成17年国勢調査の調査結果(e-Stat) - 男女別人口及び世帯数 －町丁・字等” (CSV). 2021年7月21日閲覧。
8. ↑  総務省統計局 (2012年1月20日). “平成22年国勢調査の調査結果(e-Stat) - 男女別人口及び世帯数 －町丁・字等” (CSV). 2021年7月21日閲覧。
9. ↑  総務省統計局 (2017年1月27日). “平成27年国勢調査の調査結果(e-Stat) - 男女別人口及び世帯数 －町丁・字等” (CSV). 2021年7月21日閲覧。

### 書籍
1. ↑  「角川日本地名大辞典」編纂委員会 1989, p. 1733.
2. ↑  「角川日本地名大辞典」編纂委員会 1989, p. 363.
3. 1 2 3 4  「角川日本地名大辞典」編纂委員会 1989, p. 364.